# Politický systém Pobřeží slonoviny
Pobřeží slonoviny je prezidentskou republikou s pluralitním politickým systémem, jejíž vláda má formu zastupitelské demokracie. Prezident plní funkci hlavy státu, zákonodárnou moc má parlament a výkonnou moc vláda. Administrativním hlavním městem je od roku 1983 Yamoussoukro, Abidžan zůstává ekonomickým hlavním městem, ve kterém se nachází většina budov zahraničních velvyslanectví.

## Ústava
Pobřeží slonoviny má od roku 2016 novou ústavu, která byla přijata referendem. Voleb se zúčastnilo 42 % obyvatel a 93 % z nich hlasovalo pro přijetí nové ústavy.  Hlavními změnami oproti původní ústavě jsou následující :
Minimální věk prezidentského kandidáta byl snížen ze 75 let na 35 let. Nově také stačí, aby měl kandidát pouze jednoho rodiče původem z Pobřeží slonoviny, nikoliv oba dva. (čl. 55)
Byl vytvořen post viceprezidenta, který bude volen současně s prezidentem a v případě potřeby zastane jeho funkci. (čl. 179)
Byl vytvořen Senát, čímž se parlamentní systém změnil na systém dvoukomorový. Senátoři jsou voleni na 5 let. Dvě třetiny jsou voleny krajskými a obecními zástupci, zbylá třetina je jmenována prezidentem. (čl. 87)

## Výkonná moc
| Funkce         | Jméno                | Politická strana     | Ve funkci od     |
| -------------- | -------------------- | -------------------- | ---------------- |
| Prezident      | Alassane Ouattara    | Sdružení republikánů | 4. prosince 2011 |
| Vice prezident | Daniel Kablan Dunkan | Demokratická strana  | 10. ledna 2017   |
| Premiér        | Amadou Gon Coulibaly | Sdružení republikánů | 10. ledna 2017   |

Prezident je volen na 5 let v přímé volbě s možností jednoho znovuzvolení. Je velitelem ozbrojených sil, může vyjednávat a ratifikovat mezinárodní smlouvy a může navrhnout zákon Národnímu shromáždění nebo ho předložit k referendu. Určuje předsedu vlády a členy vlády. V případě úmrtí, rezignace nebo absolutní neschopnosti prezidenta je nahrazen viceprezidentem, a to až do konce funkčního období. 
Alassane Ouattara byl zvolen nástupcem exprezidenta Laurenta Gbagba ve volbách v roce 2010, jeho mandát začal v roce 2011 po skončení občanské války vyvolané během voleb. Nárok na druhé volební období Alassane Ouattara získal v prezidentských volbách roku 2015, kdy zvítězil s podporou 84 % voličů. Volební účast byla 54 %. Další prezidentské volby, které budou znamenat změnu prezidenta, se budou konat v roce 2020.

## Zákonodárná moc
Parlament je tvořen dvěma komorami – Národním shromážděním a Senátem.
Národní shromáždění představuje dolní komoru parlamentu. Má 255 členů volených na 5 let v přímé volbě ve volebních obvodech. Ve volbách do Národního shromáždění v roce 2016 získalo 167 křesel Sdružení Houphouëtovců pro demokracii a mír, 76 křesel získali Nezávislí a zbylá křesla si rozdělily strany opozice.
Senát představuje horní komoru parlamentu. Má 99 senátorů (3 senátoři z každého kraje), z nichž jsou dvě třetiny voleny krajskými a obecními zástupci, zbylou třetinu jmenuje prezident. První senátní volby se konaly 24. března 2018. Sdružení Houphouëtovců pro demokracii a mír získalo 50 z 66 možných křesel, Nezávislí získali zbylých 16 křesel. Opozice volby bojkotovala. 

## Politické strany
PDCI
Demokratická strana Pobřeží slonoviny (Parti démocratique de Côte d'Ivoire) byla založena prvním prezidentem Pobřeží slonoviny, Félixem Houphouët-Boigny. 
RDR
Sdružení republikánů Pobřeží slonoviny (Rassemblement des républicains de Côte d'Ivoire) je liberální strana, kterou založil Djéni Kobina a následně převzal Alassane Ouattara.
FPI
Lidová fronta Pobřeží slonoviny (Front populaire ivoirien) je socialistická strana, kterou založil exprezident Laurent Gbagbo jako opoziční stranu k PDCI.
RDR, PDCI a další dvě menší strany (UDPCI – Unie pro demokracii a mír v Pobřeží slonoviny, MFA – Hnutí sil budoucnosti) se v roce 2005 spojili do koaličního Sdružení Houphouëtovců pro demokracii a mír (Rassemblement des houphouétistes pour la démocratie et la paix, RHDP).